# Canton de Châtellerault-Ouest
Le canton de Châtellerault-Ouest est un ancien canton français situé dans le département de la Vienne et la région Poitou-Charentes.

## Géographie
Ce canton était organisé autour de Châtellerault dans l'arrondissement de Châtellerault. Son altitude varie de 42 m (Châtellerault) à 166 m (Thuré) pour une altitude moyenne de 74 m.

## Histoire
Canton créé en 1982.

## Administration
| Période | Période | Identité       | Étiquette | Qualité |
| ------- | ------- | -------------- | --------- | --- |
| 1982    | 1998    | Édith Cresson  | PS        | Députée au Parlement Européen (1979-1981) Ministre (1981-1986, 1988-1990) Premier Ministre (1991-1992) Députée (1981, 1986-1988) Maire de Thuré (1977-1983) Maire de Châtellerault (1983-1997) Commissaire européenne (1994-1999) |
| 1998    | 2011    | Joël Tondusson | PS        | Médecin généraliste Maire de Châtellerault (1997-2008) |
| 2011    | 2015    | Michel Guérin  | PS        | Vice-Président de l'Université de Poitiers, conseiller municipal de Châtellerault, |

## Composition
| Nom                       | Code Insee | Intercommunalité       | Population (dernière pop. légale)              |
| ------------------------- | ---------- | ---------------------- | ---------------------------------------------- |
| Châtellerault (chef-lieu) | 86066      | CA Grand Châtellerault | Fraction : 9 424(2012) Commune : 31 722 (2014) |
| Colombiers                | 86081      | CA Grand Châtellerault | 1 514 (2014)                                   |
| Thuré                     | 86272      | CA Grand Châtellerault | 2 888 (2014)                                   |

## Démographie
| 1982 | 1990   | 1999   | 2006   | 2011   | 2012   |
| ---- | ------ | ------ | ------ | ------ | ------ |
| -    | 13 951 | 14 111 | 14 233 | 13 865 | 13 814 |